# Oildale (Kalifornia)
Oildale – jednostka osadnicza w Stanach Zjednoczonych, w stanie Kalifornia, w hrabstwie Kern.